# دونالد إف. هولكومب
دونالد إف. هولكومب (بالإنجليزية: Donald F. Holcomb)‏ هو فيزيائي أمريكي، ولد في 8 نوفمبر 1925 في تشيسترتون في الولايات المتحدة، وتوفي في 9 أغسطس 2018 في إثاكا في الولايات المتحدة.

## وصلات خارجية
- الموقع الرسمي